# زیلائو (بازیکن فوتبال)
زیلائو (به پرتغالی: Luiz Ricardo da Silva) مدافع اهل برزیل است که در شهر Pirajuí و در تاریخ ۱۲ نوامبر ۱۹۸۴ به دنیا آمده‌است.
زیلائو در تیم‌های فوتبال Matonense سابقهٔ حضور دارد.